# Dale Watson
Dale Watson (7 de octubre de 1962 en Birmingham, Alabama) es un músico estadounidense de country establecido en Austin, Texas. Es pionero del "Ameripolitan", nuevo género musical en el que cambia rotundamente la imagen del músico de country, pasando de ser la de un estereotípico ciudadano del sur de los Estados Unidos a tener una imagen más moderna y juvenil.

## Discografía
| Título                              | Detalles                                                                 | Posición en las listas | Posición en las listas |
| Título                              | Detalles                                                                 | EEUU Country           | EEUU Heat              |
| ----------------------------------- | ------------------------------------------------------------------------ | ---------------------- | ---------------------- |
| Cheatin' Heart Attack               | - Lanzamiento: 1995 - Discográfica: HighTone Records                     | —                      | —                      |
| Blessed or Damned                   | - Lanzamiento: 1996 - Discográfica: HighTone Records                     | —                      | —                      |
| I Hate These Songs                  | - Lanzamiento: 1997 - Discográfica: HighTone Records                     | —                      | —                      |
| The Truckin' Sessions               | - Lanzamiento: 1998 - Discográfica: Koch Records                         | —                      | —                      |
| People I've Known, Places I've Been | - Lanzamiento: 1999 - Discográfica: Continental Song City                | —                      | —                      |
| From the Start                      | - Lanzamiento: 2000 - Discográfica: Country News                         | —                      | —                      |
| Christmas in Texas                  | - Lanzamiento: 2000 - Discográfica: Entertainment One                    | —                      | —                      |
| Preachin' to the Choir              | - Lanzamiento: 2001 - Discográfica: Continental Song City                | —                      | —                      |
| Every Song I Write Is for You       | - Lanzamiento: 2001 - Discográfica: Audium/Koch                          | —                      | —                      |
| Live in London...England            | - Lanzamiento: 2002 - Discográfica: Audium/Koch                          | —                      | —                      |
| One More, Once More                 | - Lanzamiento: 2003 - Discográfica: Continental Song City                | —                      | —                      |
| Dreamland                           | - Lanzamiento: 2004 - Discográfica: Koch Records                         | —                      | —                      |
| Heeah!                              | - Lanzamiento: 2005 - Discográfica: Continental Song City                | —                      | —                      |
| Whiskey or God                      | - Lanzamiento: 2006 - Discográfica: Palo Duro Records                    | —                      | —                      |
| Live at Newland, NL                 | - Lanzamiento: 2006 - Discográfica: Me & My Records                      | —                      | —                      |
| From the Cradle to the Grave        | - Lanzamiento: 2007 - Discográfica: Hyena Records                        | —                      | —                      |
| The Little Darlin' Sessions         | - Lanzamiento: 2007 - Discográfica: Koch Records                         | —                      | —                      |
| Help Your Lord                      | - Lanzamiento: 2008 - Discográfica: Independent                          | —                      | —                      |
| To Terri with Love                  | - Lanzamiento: 2008 - Discográfica: Independent                          | —                      | —                      |
| The Truckin' Sessions Vol. 2        | - Lanzamiento: 2009 - Discográfica: Me & My Records                      | —                      | —                      |
| Carryin' On                         | - Lanzamiento: 2010 - Discográfica: Koch Records                         | —                      | —                      |
| The Sun Sessions                    | - Lanzamiento: 2011 - Discográfica: Red House Records                    | —                      | —                      |
| Dalevis                             | - Lanzamiento: 2012 - Discográfica: Independent                          | —                      | —                      |
| Old Fart/Run Away (single)          | - Lanzamiento: 2013 - Discográfica: Evangelist Records                   | —                      | —                      |
| El Rancho Azul                      | - Lanzamiento: 2013 - Discográfica: Red House Records                    | 57                     | 36                     |
| iF yoU                              | - Lanzamiento: 2014 - Discográfica: Independent                          | —                      | —                      |
| The Truckin' Trilogy                | - Lanzamiento: 2014 - Discográfica: Red River                            | —                      | —                      |
| The Truckin' Sessions, Vol. 3       | - Lanzamiento 2015 - Discográfica: Red River                             | —                      | —                      |
| Call Me Insane                      | - Lanzamiento: 9 de junio de 2015 - Discográfica: Red House/Ameripolitan | 53                     | —                      |
| "—" no ingresó en las listas        |                                                                          |                        |                        |